# Patricio Galaz
Patricio Sebastián Galaz Sepúlveda (* 31. Dezember 1976 in Santiago de Chile) ist ein ehemaliger chilenischer Fußballspieler, der mit 42 Toren im Jahre 2004 Rekordtorschützenkönig der chilenischen Primera División wurde und insgesamt 119 Tore erzielte.

## Karriere

### Im Verein
Galaz wurde im chilenischen Fußballklub CD Universidad Católica ausgebildet. Dort wurde er Meister in der Saison 1996/97. Im Anschluss wechselte er nach der Saison zunächst zum Fußballklub Deportes Antofagasta, nach der Saison 1997/98 zu Coquimbo Unido und schließlich nach jener von 1998/1999 zum Verein CD Palestino. Nach erfolgreichen Spielrunden wechselte er zum Fußballverein CD Cobreloa, für den er von 2000/2001 bis 2003/2004 spielte und wo er mit 42 Toren Welttörjäger gemäß IFFHS wurde. Er bekam u. a. den Spitznamen El Pato (die Ente). Nach seinem Wechsel in die mexikanische Liga zeigte Galaz mittelmäßige Leistungen bei FC Atlante (2004 bis 2006), wobei er 2005 an CF Universidad de Chile ausgeliehen wurde. Dort spielte er in der Copa Libertadores und erzielte zwei Tore. Im Jahre 2007 kehrte er wieder nach Chile zurück und zeigte dort eine Saison lang unterdurchschnittliche Leistungen bei CF Universidad de Chile. Es folgte eine weitere Karrierestation beim chilenischen Klub CD Ñublense. Im Jahr 2008 kaufte Millonarios FC den Spieler, welcher aber den Vertrag nicht erfüllte und ohne Verein blieb. Schließlich kehrte er nach langer Spielpause im Jahre 2010 wieder zu CD Cobreloa zurück und beendete dort seine sportliche Karriere. 

### International
Galaz spielte für die U17-Fußballnationalmannschaft Chiles und wurde Dritter bei der Weltmeisterschaft 1993. Für die A-Nationalmannschaft spielte er zwischen 2004 sowie 2006 bei der WM-Qualifikation seines Landes mit und nahm unter anderem an der Copa América 2004 teil. Bei der Copa América bestritt Galaz zwei Partien, jedoch schied La Roja in der Gruppenphase mit nur einem Punkt aus dem Turnier aus. Auch für die Weltmeisterschaft in Deutschland konnte sich Chile nicht qualifizieren. Insgesamt absolvierte Galaz zwölf Länderspiele, blieb aber ohne Torerfolg.

## Erfolge
Universidad Católica
- Primera División: 1997-A
- Copa Chile: 1995

Cobreloa
- Primera División: 2003-A, 2003-C, 2004-C

Chile U-17
- Dritter bei der U-17-Weltmeisterschaft: 1993

## Auszeichnungen
- Torschützenkönig der Primera División: 2004-A, 2004-C